# استوبنویل شرقی (ویرجینیای غربی)
استوبنویل شرقی (به انگلیسی: East Steubenville) یک منطقهٔ مسکونی در ایالات متحده آمریکا است که در شهرستان بروک، ویرجینیای غربی واقع شده‌است.